# Luis Alberto Roselli
Luis Alberto Roselli Puoggy (Buenos Aires, 7 de junio de 1949) es un exfutbolista profesional argentino que se desempeñaba como delantero. Se inició en  Gimnasia y Esgrima de La Plata, luego pasó a Banfield y Vélez Sarsfield. Después proyectó su carrera internacionalmente y se trasladó a Chile para jugar en Universidad Católica.
Jugando en la Primera División de Chile, anotó un gol en un clásico Clásico Universitario de 1977, que fue presenciado por João Havelange. De vuelta en su país natal, Roselli sufrió una grave lesión que le forzó a retirarse del fútbol.

## Clubes
| Club                           | País      | Año       |
| ------------------------------ | --------- | --------- |
| Gimnasia y Esgrima de La Plata | Argentina | 1970-1972 |
| Banfield                       | Argentina | 1974-1975 |
| Vélez Sarsfield                | Argentina | 1976      |
| Universidad Católica           | Chile     | 1977-1980 |
| Gimnasia y Esgrima de La Plata | Argentina | 1980-1982 |